# Chích chòe lửa
Chích chòe đuôi trắng, tên khoa học Copsychus malabaricus, là một loài chim trong họ Muscicapidae.
Đây là loài bản địa các khu vực sinh sống có cây cói rậm ở tiểu lục địa Ấn Độ và Đông Nam Á, là loài chim được người ta nuôi làm chim cảnh và được du nhập vào một số khu vực khác.

## Miêu tả
Chúng có cân nặng thường từ 28-34 g và thân dài từ 23–28 cm. Chim trống có màu đen bóng với bụng màu hạt dẻ và lông trắng trên đít và đuôi dài. Chim mái có màu nâu hơi xám và thường có thân ngắn hơn chim trống. Cả chim trống và chim mái đều có mỏ đen và chân hồng. Chim non có lông nâu hơi xám giống chim mái với ức có đốm.
Loài chim này nhút nhát, hoạt động lúc hoàng hôn hoặc bình minh và có ý thức chiếm lãnh thổ rất cao. Lãnh thổ chúng chiếm đóng bao gồm có một chim trống và một chim mái và chim trống bảo vệ lãnh thổ rộng trung bình 0,09 ha nhưng mỗi giới có thể có các lãnh thổ khác nhau khi chúng không sinh sản.
Tại Nam Á, chúng sinh sản từ tháng 1 đến tháng 9 nhưng chủ yếu từ tháng 4 đến tháng 6 với mỗi tổ từ 4-5 quả trứng đẻ trong hốc cây. Khi chim trống tán tỉnh chim mái, chim trống bay phía trên chim mái, có tiếng kêu chói tai sau đó vụt nhẹ và xòe lông đuôi. Sau đó cặp chim bay lên và xuống. Nếu con chim mái không thích, chim mái sẽ đe dọa chim trống với mỏ mở ra. Chim mái xây tổ một mình con chim trống đứng bảo vệ. Tổ thường làm bằng rễ cây, lá cây, dương xỉ và thân cây. Chúng ấp 12-15 ngày và nuôi chim non trong tổ 12 -14 ngày. Cả chim bố và chim mẹ nuôi chim con nhưng chỉ chim mẹ ấp trứng và con.
Loài chim này ăn côn trùng trong tự nhiên nhưng chim nuôi nhốt có thể ăn trứng luộc, thịt, rau khô và thịt tươi.